# Vrážné
Vrážné (do 31. srpna 1990 Vražné, německy Brohsen) je obec v okrese Svitavy v Pardubickém kraji. Žije zde 64 obyvatel.

## Název
Základem jména vesnice je staré slovo vráž odvozené od základu slovesa vrhat, které označovalo vyvýšeninu, kopec (bulharsky vraga je "boule", nářečně též "kopec"). Samotné jméno vsi (do 19. století psáno Vražné, délka první samohlásky kolísala počátkem 20. století) je pak střední rod přídavného jména vražný - "kopcovitý". Původní význam místního jména pak byl buď "kopcovité místo" nebo "ves pod kopci". Německé jméno se vyvinulo z českého.

## Historie
První písemná zmínka o obci pochází z roku 1258.

## Přírodní poměry

### Vodstvo
Obcí protéká Vráženský potok, pravostranný přítok Nectavy, do které se vlévá jihozápadně od vsi.

### Přírodní zajímavosti
- Obec leží na území přírodního parku Bohdalov - Hartinkov, který je charakteristický rozmanitou mozaikou lesů, luk a pastvin.
- Severovýchodně od obce se nachází pozoruhodný pahorek červené barvy nazývaný "Čerťák". Říká se, že odtud na Mikuláše vylézají čerti a pojí se k němu lidová pověst.

## Obyvatelstvo
| Rok            | 1869 | 1880 | 1890 | 1900 | 1910 | 1921 | 1930 | 1950 | 1961 | 1970 | 1980 | 1991 | 2001 | 2011 | 2021 |
| -------------- | ---- | ---- | ---- | ---- | ---- | ---- | ---- | ---- | ---- | ---- | ---- | ---- | ---- | ---- | ---- |
| Počet obyvatel | 190  | 183  | 189  | 187  | 185  | 209  | 182  | 154  | 160  | 144  | 100  | 80   | 67   | 72   | 64   |
| Počet domů     | 33   | 33   | 34   | 34   | 35   | 36   | 37   | 36   | 34   | 30   | 28   | 32   | 39   | 40   | 39   |

## Obecní správa
Mezi lety 1869–1975 Vrážné bylo obcí v okrese Moravská Třebová (1869–1950) a později v okrese Svitavy. Od 1. ledna 1976 do 31. srpna 1990 patřilo jako část obce k Chornicím a od 1. září 1990 je opět samostatnou obcí.

### Obecní symboly
Znak a vlajka byly obci uděleny rozhodnutím předsedy Poslanecké sněmovny Parlamentu České republiky dne 18. června 2003.

## Pamětihodnosti
- Vrch Hradisko – archeologické naleziště, 474 m n. m., jihovýchodně od obce (volně přístupné)
- Kaple sv. Cyrila a Metoděje – Dříve měla obec pouze věžovitou zvonici, která stála v jihozápadním rohu zahrady náležející k č. 8. Zvonice byla chatrná, proto se roku 1890 začala stavět nová kaple. Čistý náklad činil 2000 zl. V roce 1891 se zúčastnilo slavnosti svěcení velké množství lidí z celého okolí. Kaple byla zasvěcená sv. Cyrilu a Metoději.[9]

## Významní rodáci
- Jaromír Korčák (1895–1989), geograf, demograf a statistik

## Galerie

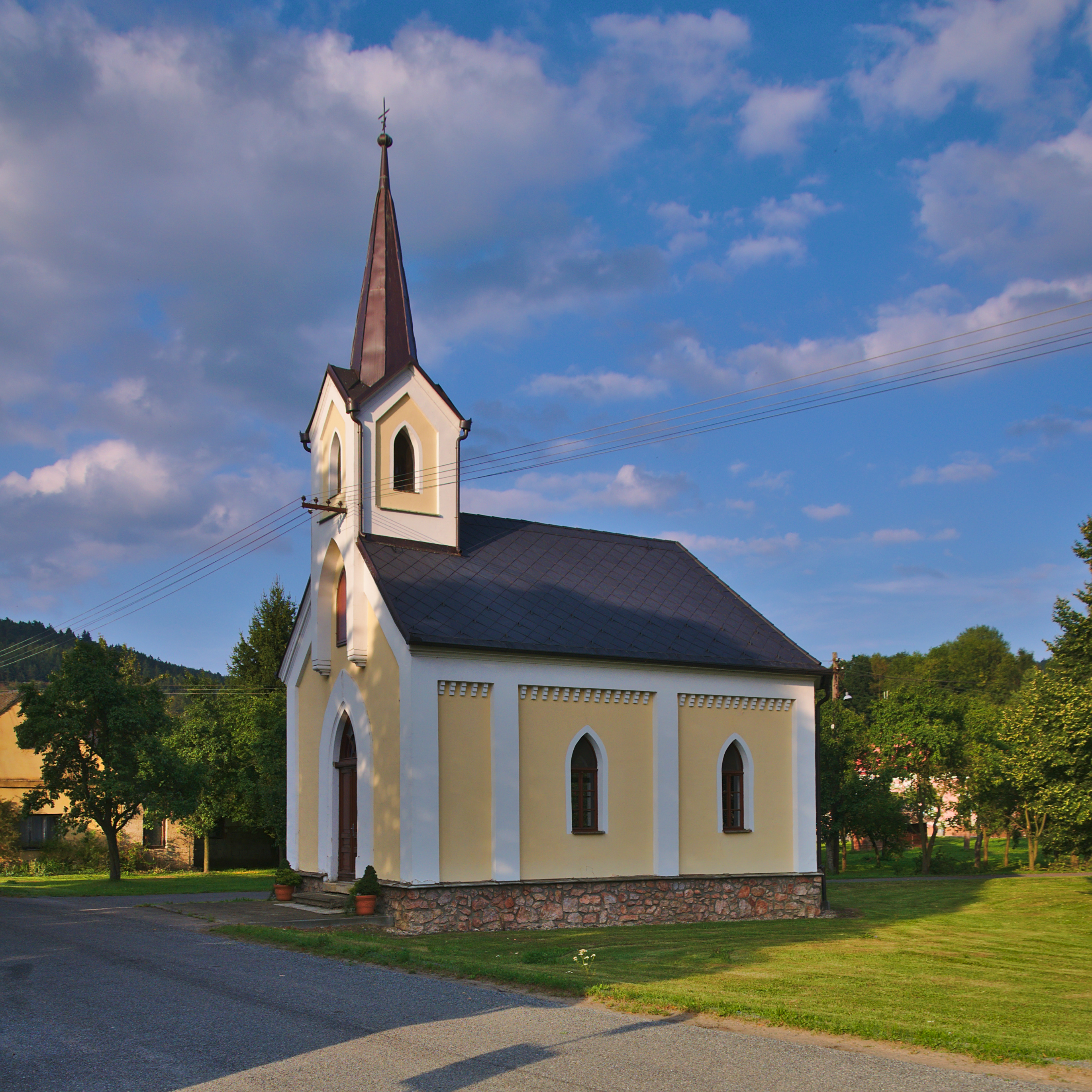
Kaple svatého Cyrila a Metoděje
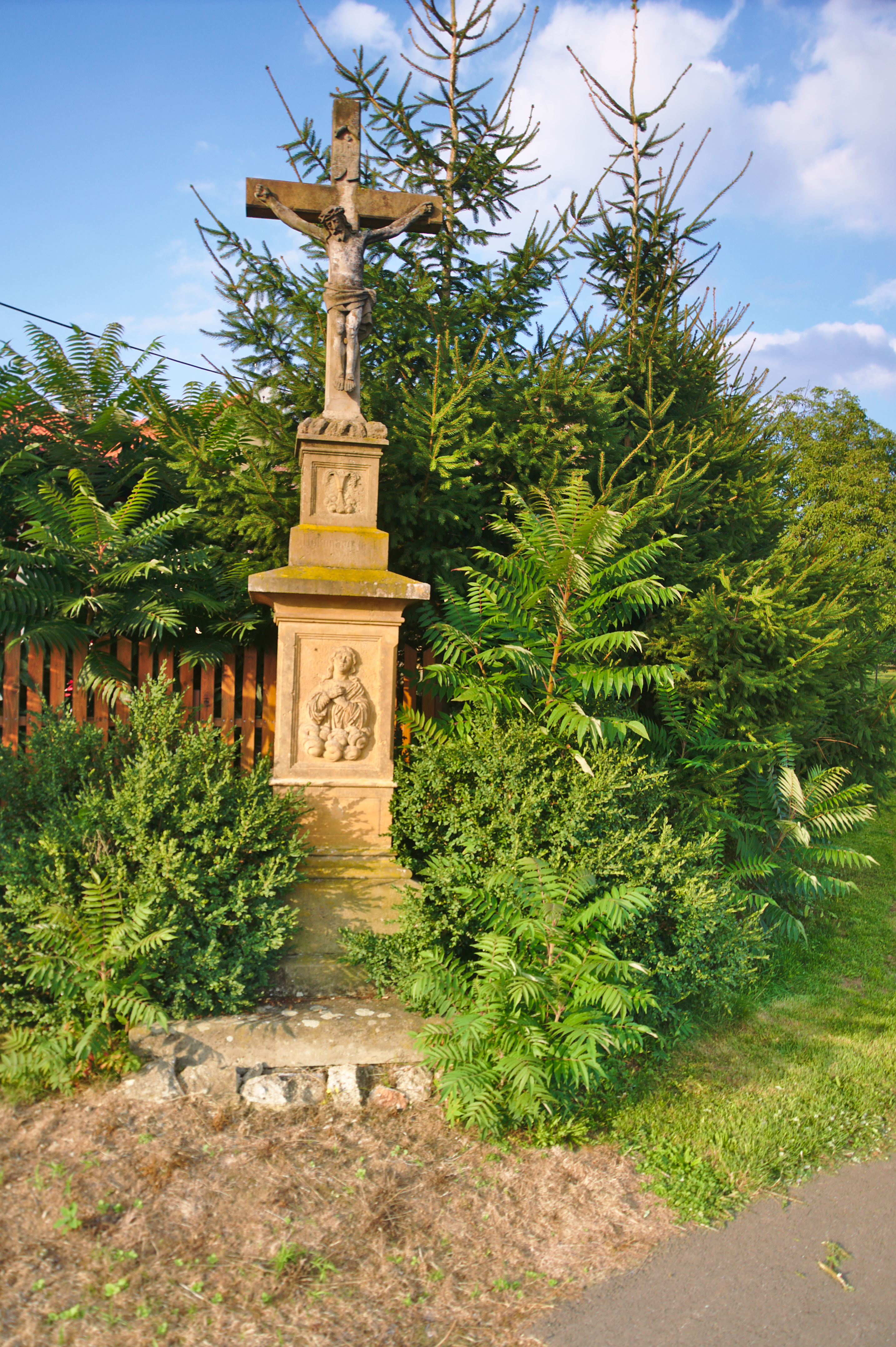
Kříž v severní části obce
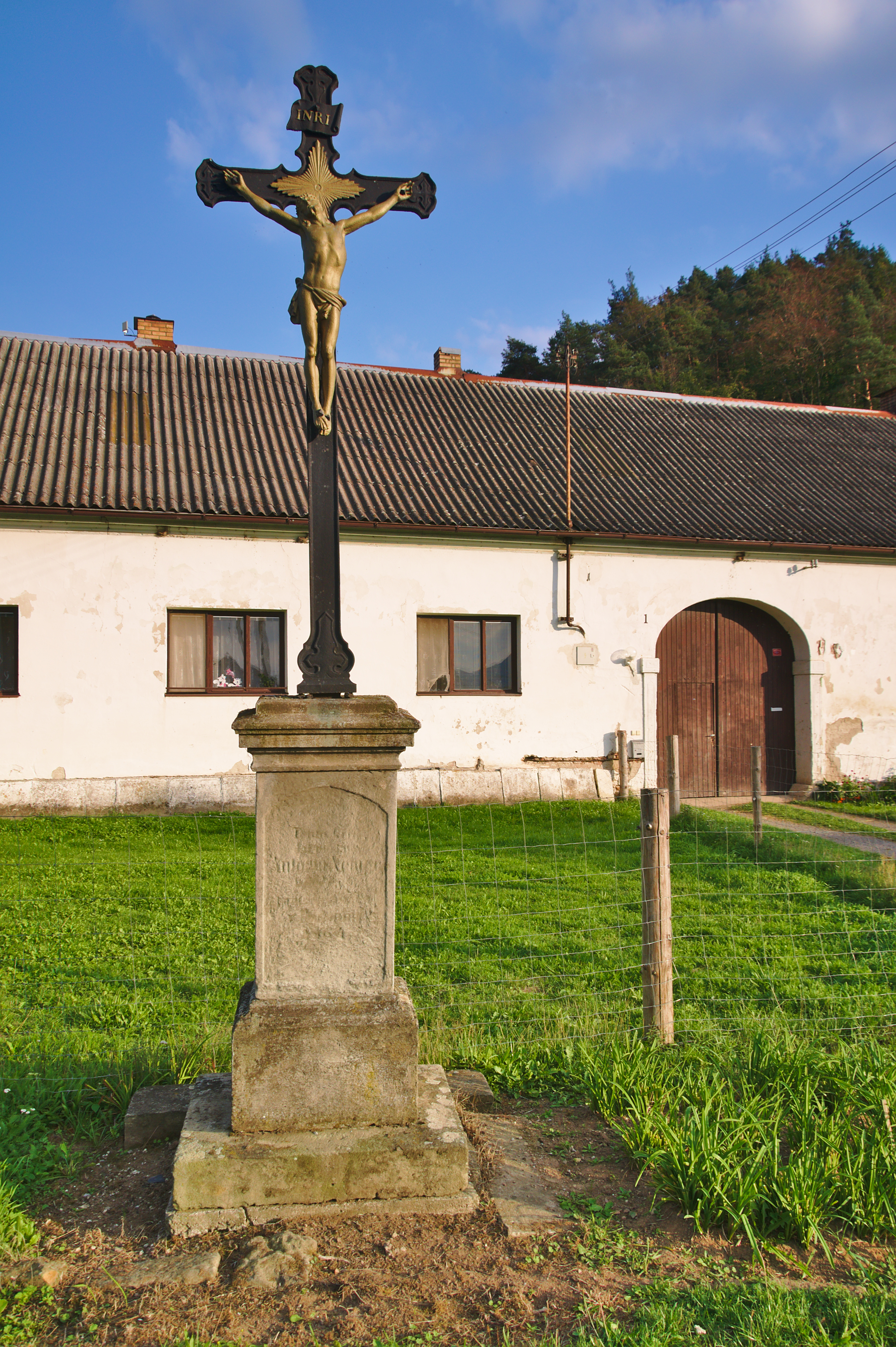
Kříž v jižní části obce
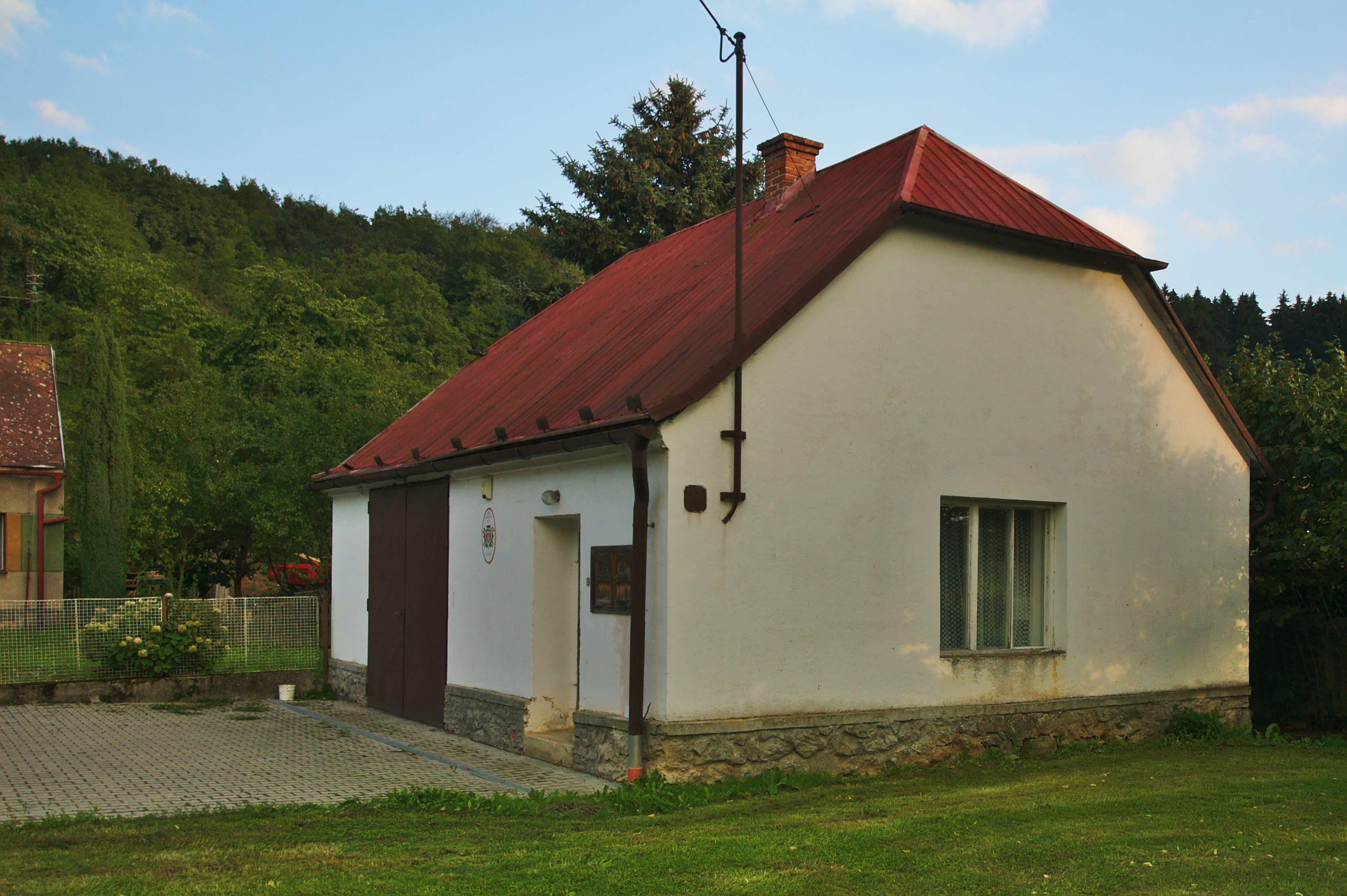
Hasičská zbrojnice
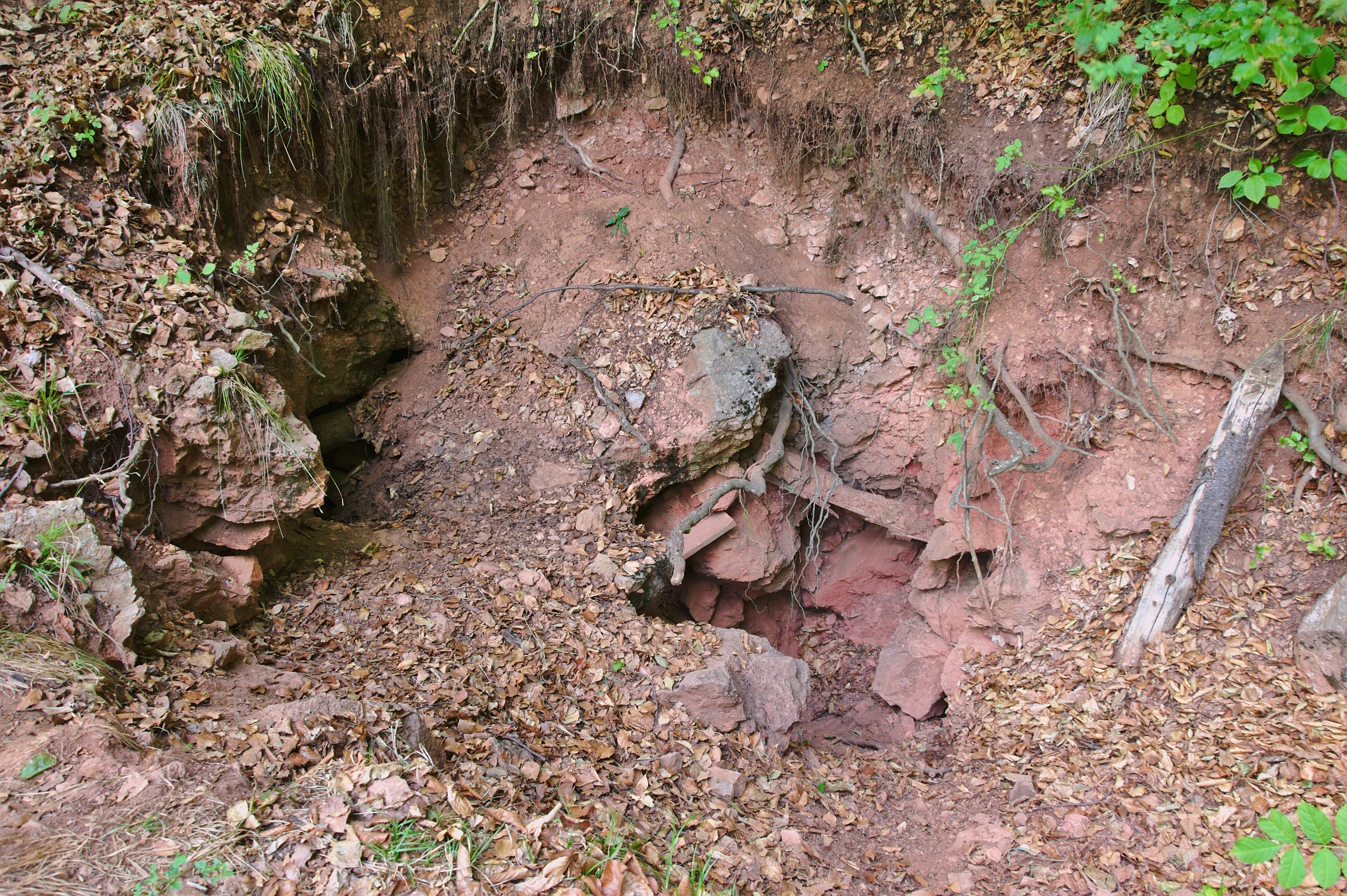
Stopy po těžbě u vrcholu Hradiště
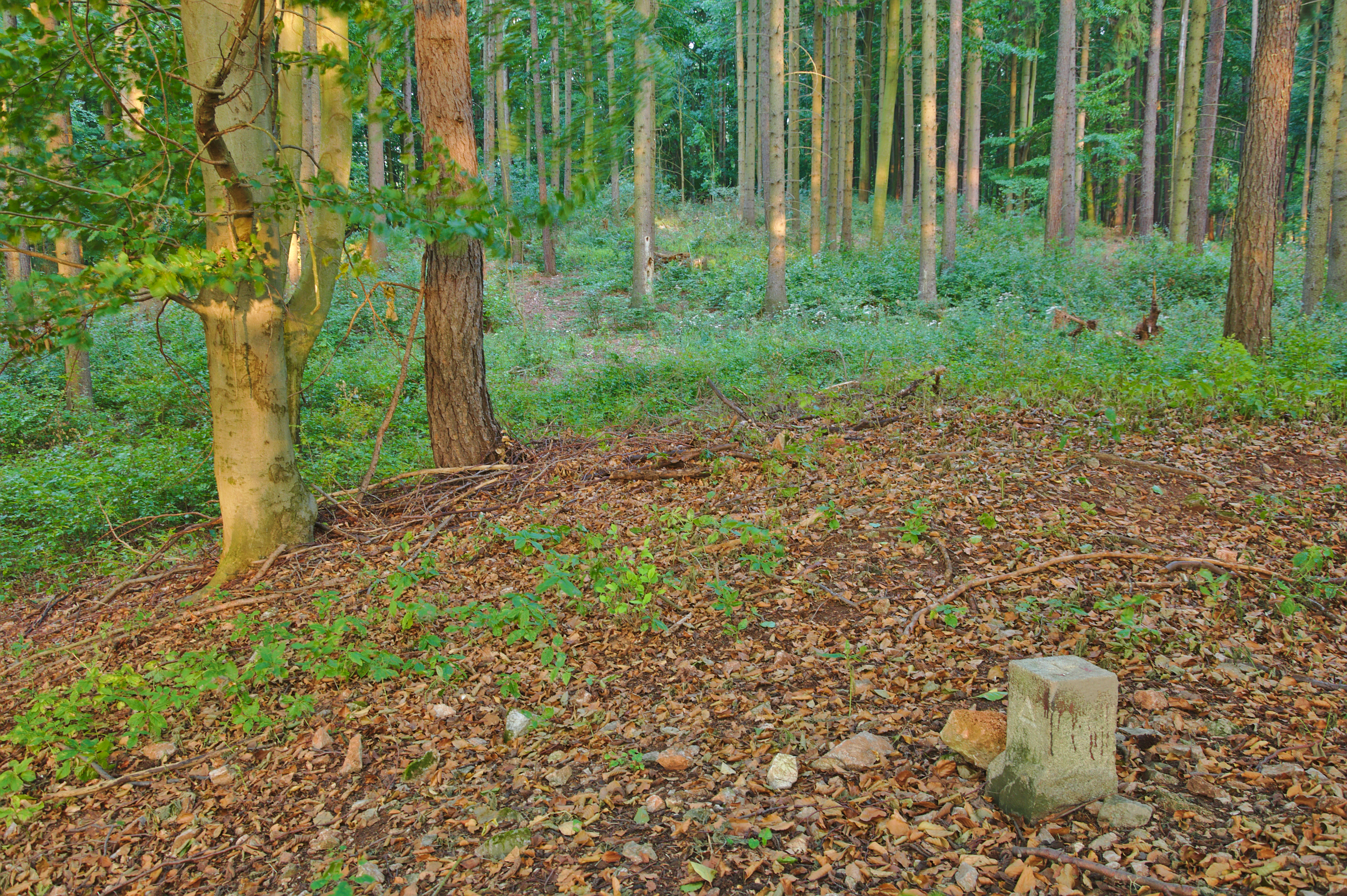
Vrchol Hradiště
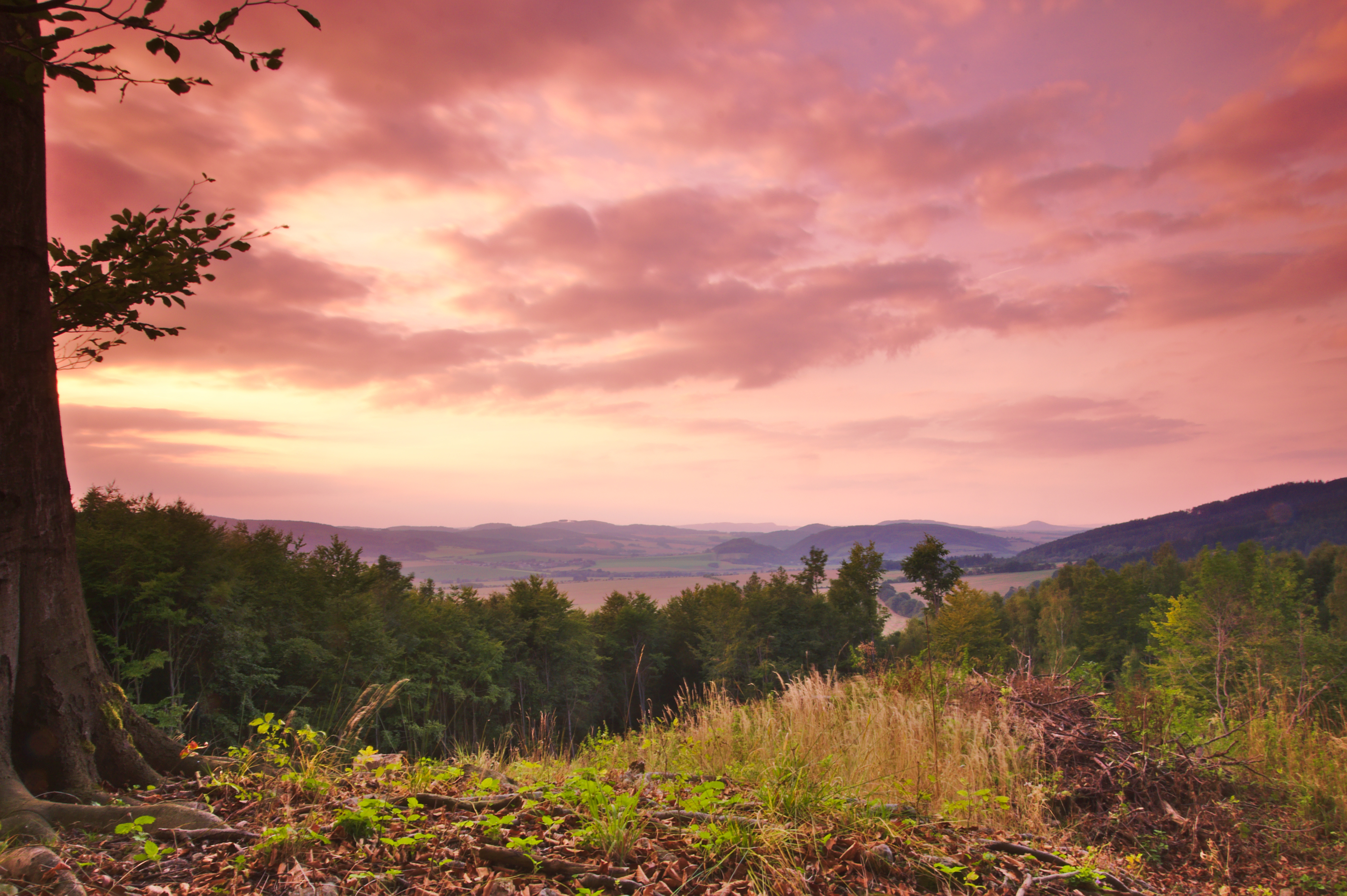
Výhled z vrcholu Hradiště na západ do krajiny Malé Hané